# 龙兄鼠弟 (电影)
《龙兄鼠弟》（英語：Twins）是一部由伊万·雷特曼编剧、导演及担任制片人的喜剧电影，身高1.88米的阿诺德·施瓦辛格和身高1.52米的丹尼·德维托在片中扮演一对双胞胎。这也是施瓦辛格所主演的第一部喜剧电影。影片上映后商业上获得了很大的成功，虽然成本仅1,500万美元，但是全球票房达2亿1,661万4,388美元。

## 剧情
朱利叶斯·本内迪克特（阿诺德·施瓦辛格饰）从小在一个美丽的海岛上长大，35歲生日时他意外得知自己是遗传学实验创造出来的人，身上结合了多种人类的优点。他还意外得知自己竟然还有一个双胞胎兄弟，只是科学家们认为那只是一个失败的作品，所以谁也不知道他究竟生活得怎么样。得知这一切后，带着科学家的祝福，朱利叶斯决心离开海岛，找到自己的兄弟，“骨肉团聚”。
文森特·本内迪克特（丹尼·德维托）生活在洛杉矶，小时在孤儿院让修女带大，之后逃了回来，他经常做点小偷小摸的事儿，也不知道自己的身世以及有个兄弟的事实。这天他搭上一位女士，只是没想到她的老公还要回家，于是熟练地从窗户爬出来逃跑。得知文森特住在洛杉矶的朱利叶斯也来到这里，并发现他已经因为欠了很多停车罚款没交而被关进了监狱。首次离开海岛的朱利叶斯完全不懂得任何的人情世故，他好心地将文森特保释出来，并且赎回了他的车。但是文森特并不领情，把他一个人扔在扣车仓库离开了。
等到朱利叶斯再次找到文森特时，发现自己的兄弟正在被帮派分子修理。原来他在道上混，却没按道上的规矩“缴税”。朱利叶斯上前轻易地击倒了对方，赢得了文森特的信任，并且也认识了文森特长期分分合合的女友琳达·梅森。由于对女人几乎是一无所知，35岁的老处男朱利叶斯也不明白琳达的金发妹妹玛妮（凯莉·普雷斯顿饰）的那有些莫名其妙的碰触到底是什么意思，只是本能地感到愉悦。
文森特拿出一份逃离孤儿院时偷出的文件，两人得知也自己母亲的住处，于是四人决定一起去找到她。而吃了亏的帮派分子也不甘心，决定要给这两个家伙一点颜色看看，这一路上还会发生什么样令人捧腹的事呢？朱利叶斯和文森特能够与母亲团聚吗？

## 演员
- 阿诺德·施瓦辛格饰朱利叶斯·本内迪克特
- 丹尼·德维托饰文森特·本内迪克特
- 凯莉·普雷斯顿饰玛妮·梅森（Marnie Mason）
- 科洛·韦伯（英语：Chloe Webb）饰琳达·梅森
- 邦妮·芭利特（英语：Bonnie Bartlett）饰玛丽·安·本内迪克特
- 马绍尔·贝尔（英语：Marshall Bell）饰韦伯斯特先生
- 托尼·杰（英语：Tony Jay）饰韦纳教授，同时也解说旁白内容

## 反响
《龙兄鼠弟》于1988年12月9日上映，首周即登上票房排列榜冠军，1396家电影院共计入账1117万4980美元，之后最多曾扩大到1659家电影院上映，美国本土总计票房收入为1亿1193万8388美元，其他国家1亿467万6000美元，共计2亿1661万4388美元。不过电影收到的专业评价不大理想，根据烂蕃茄上收集的29篇专业评论文章，只有11篇给出了“新鲜”的正面评价，18篇给的是“腐烂”的负面评价，新鲜度仅为38%，平均得分4.9分（满分10分）。

## 后续作品
1994年，阿诺德·施瓦辛格跟丹尼·德维托再次于雷特曼合作拍摄了喜剧片《魔鬼二世》，该片是阿诺德·施瓦辛格主演的第3部喜剧电影，与本片的一个相似之处就是均与生育、遗传科学有关：阿诺德·施瓦辛格将扮演一位极富“献身精神”的妇科学家，身为男人却怀上身孕，体验了一会“做妈妈的感觉”。
2012年3月，环球影业宣布将推出一部《龙兄鼠弟》（英文原名是“twins”，直译就是双胞胎的意思）的续集《三胞胎》（“triplets”），该片不但会有阿诺德·施瓦辛格和丹尼·德维托的回归，还会有另一位喜剧演员艾迪·墨菲（黑人演员）的加盟。伊万·雷特曼将出任制片人。